# Johann Jacob Korn

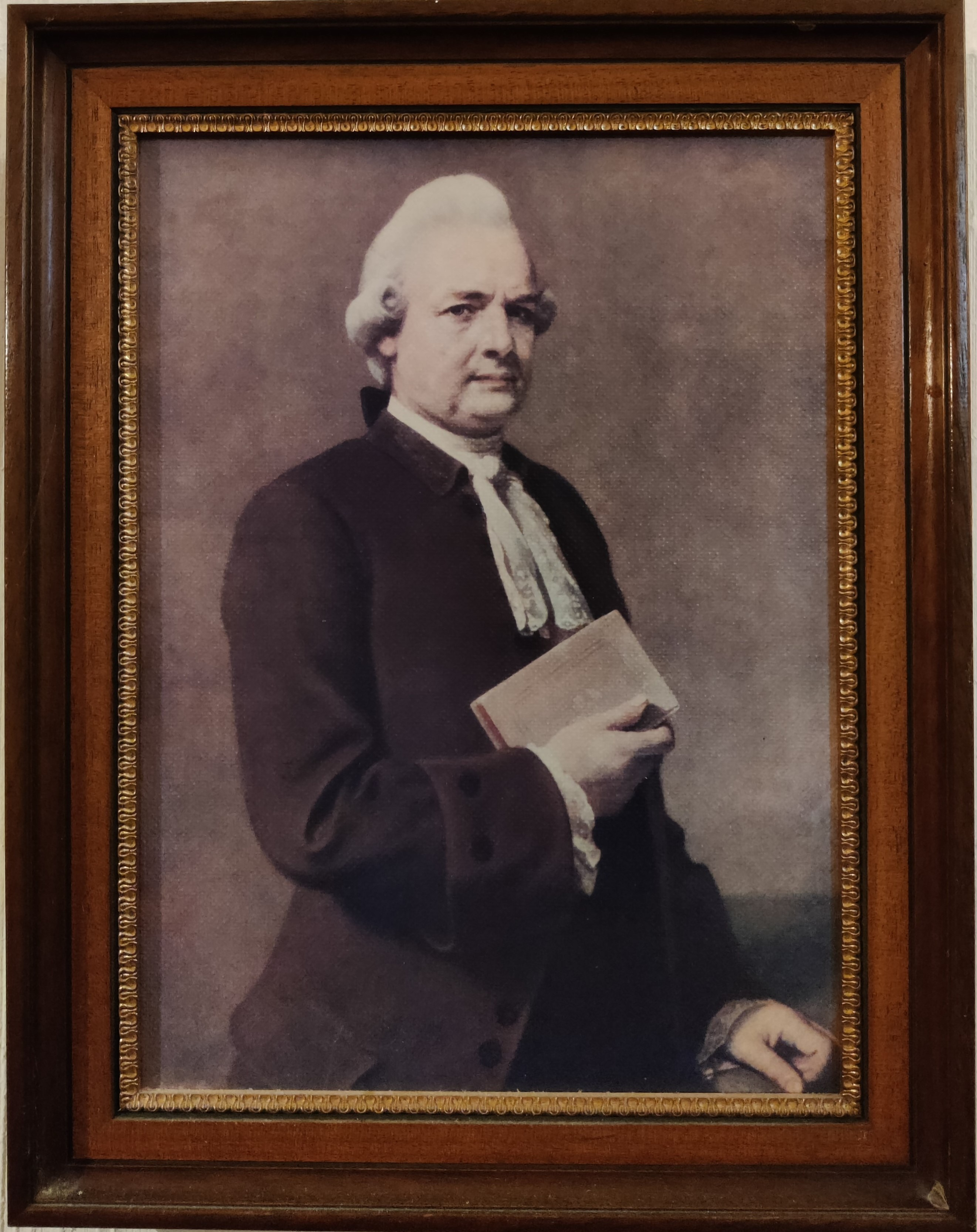
Johann Jacob Korn - Portret

Johann Jacob Korn (ur. 20 kwietnia 1702 w Neustadt an der Aisch, zm. 19 grudnia 1756 we Wrocławiu) – księgarz i wydawca niemiecki, patriarcha wrocławskiego rodu Kornów.

## Życiorys
Jego ojcem był rzemieślnik Johann Jodocus, a matką – córka pastora w Weilmünster, Barbara Magdalena z domu Lucius.
Ukończył w Neustadt szkołę łacińską, po czym zainteresował się księgarstwem. Od 27 kwietnia 1718 praktykował w Coburgu u księgarza Pfotenhausera. Jako samodzielny księgarz działał w Berlinie od 1729. Po trzech latach przeniósł się do Wrocławia, gdzie 13 lutego 1732 zarejestrował się jako obywatel tego miasta i założyciel firmy kupiecko-księgarskiej. Jej siedziba mieściła się w pobliżu wrocławskiego Rynku. Jeszcze w tym samym roku Korn wystawił na Targach Lipskich pierwszą wydaną we Wrocławiu książkę.
Od początku istnienia firmy Korn nastawił się na ścisłą współpracę z rynkiem polskim, a w wydawnictwach kierowanych na rynek Prus (np. w wydawanych gazetach) chętnie wykorzystywał polskie źródła informacji. W 1733, rok po otwarciu firmy wydał pierwszą polską książkę – „Varro” Szymona Starowolskiego. W ciągu kilku lat wyrobił sobie wśród wrocławskich wydawców dobrą markę; superintendent (niem. Kircheninspektor) Johann Friedrich Burg (1689–1766) był mu pomocny w dotarciu z polską książką do gmin ewangelickich w Polsce, a wrocławianin Jerzy Schlag, autor „Samouczka” polszczyzny dla Niemców z 1734 i wielu książek dla polskich szkół i parafii, doradzał mu zakresie polskich książek szkolnych.
W 1734 Johann Jacob Korn zaczął wydawać „Schlesische privilegierte Staats-, Kriegs- und Friedenzeitung”, później przekształconej w Schlesische Zeitung. Od roku 1747 Jan Daniel Janocki zamieszczał wiadomości z Polski w „Gelehrte Nachrichten” („uczone wieści”), dodatku do wydawanej przez Korna gazety. Od 1751 Korn rozpoczął wydawanie „Schlesische Zuverlässige Nachrichten” (pol. Wiarygodne Wiadomości Śląskie), w których znaczny udział miały polskie korespondencje Janockiego.
Johann Jacob Korn żenił się dwukrotnie. Jego pierwsza żona Johanne Susanne z domu Rüdiger, którą poślubił w 1732, urodziła syna Johanna Friedricha (ur. 1736), jednak zmarła w rok po jego urodzeniu. W 1738 Johann Jacob ożenił się ponownie z Susanne Margarethe z domu Ihlenfeld. W 1739 urodził im się syn Wilhelm Gottlieb, spadkobierca firmy. Susanne przeżyła męża o cztery lata i zmarła w 1760.